# NGC 560
NGC 560 ist eine linsenförmige Galaxie vom Hubble-Typ S0 im Sternbild Walfisch südlich der Ekliptik. Sie ist schätzungsweise 249 Millionen Lichtjahre von der Milchstraße entfernt und hat einem Durchmesser von etwa 150.000 Lichtjahren. Sie ist Teil des Galaxienhaufens Abell 194.

Im selben Himmelsareal befinden sich u. a. die Galaxien NGC 558, NGC 564, IC 119, IC 120.
Das Objekt wurde am 1. Oktober 1785 von dem deutsch-britischen Astronomen Wilhelm Herschel entdeckt.